# Cros-de-Géorand
Cros-de-Géorand è un comune francese di 178 abitanti situato nel dipartimento dell'Ardèche della regione dell'Alvernia-Rodano-Alpi.

## Società

### Evoluzione demografica
Abitanti censiti